# Cephalotes kukulcan
Cephalotes kukulcan é uma espécie de inseto do gênero Cephalotes, pertencente à família Formicidae.